# 小行星9027
小行星9027（英語：9027）是一颗围绕太阳公转的小行星。1988年11月4日，安東寧·姆爾科斯在克列特发现了此天体。
这颗小行星的绝对星等为286.61789等。